# Juan Domínguez Palermo
Juan Domínguez Palermo, nacido como Giovanni Domenico de Vargas o simplemente Juan Domínguez (Palermo, Sicilia, 1560-Buenos Aires, gobernación del Río de la Plata, 9 de junio de 1635), era un militar que llegó al rango de capitán y fue hacia 1587 el primer vecino de origen hispano-siciliano de la entonces recientemente fundada ciudad de Buenos Aires, en donde en el año 1605 fue elegido regidor de su Cabildo. Las tierras que le fueron adjudicadas y otras que adquirió son las que actualmente conforman al barrio de Palermo, el más extenso de la ciudad. 

## Biografía
Juan Domínguez Palermo había nacido en el año 1560 en la ciudad de Palermo, capital del entonces Reino de Sicilia, que formaba parte del Imperio español. Sus padres eran Domingo Giovanni y su esposa María de Vargas.
Acompañó al infante don Juan de Austria, hijo del emperador Carlos V, de Nápoles a Malta y de allí a España. También prestó servicios en Lepanto (1575-1578), donde contribuyó a conquistar para la monarquía hispana los territorios de Túnez y Biserta. Pasó cinco años en Perpiñán, y se lo supone partícipe de una expedición a “Magallanes” (quizás Patagonia) que le demandó dos años.
Se avecindó en Buenos Aires en 1586 o en 1587, o sea, menos de una década después de haber sido refundada por Juan de Garay. En esta ciudad contrajo matrimonio con Isabel Gómez de Saravia, hija de Miguel Gómez, uno de los primeros vecinos de la ciudad. Ya viudo contrajo segundas nupcias con María Rodríguez, cuya madre, Beatriz Morena, era hija natural de Antón Higueras de Santana, otro vecino poblador de Buenos Aires.
El 26 de junio de 1590, estando juntos en el cabildo, el alguacil mayor Francisco de Areco presentó como alguacil y mero ejecutor a Juan Domínguez Palermo, quien aceptó dicho oficio y prometió hacerlo bien y fielmente. La persona con el cargo de mero ejecutor era la encargada de ejecutar las órdenes y mandatos.
En octubre de 1602 se realizó el “Censo de hombres armados, a caballo y a pie”, siendo teniente de gobernador el capitán Francisco de Salas. Todos los hombres debieron presentarse en la plaza el martes 8 de octubre a las 8 de la mañana “a caballo, puestos a punto de guerra”. En este censo se registraron 43 hombres y 12 infantes, los cuales integraban la defensa del pequeño poblado que era Buenos Aires en ese entonces contra el ataque de los querandíes, cuando la población total de españoles no superaba los 500 habitantes. Juan Domínguez Palermo quedó registrado como uno de los vecinos armados, que montaba a caballo y con todas las armas.
El primero de enero de 1605, siendo escribano don Francisco Pérez de Burgos, fueron elegidos los nuevos alcaldes y regidores del cabildo. Don Juan fue uno de los seleccionados para el oficio de regidor, junto a García Hernández Coronel y Francisco Muñoz, entre otros, “…los quales dixeron: si juramos y amen”.
El 3 de enero de 1605 Domínguez Palermo fue designado mayordomo de la ciudad desde ese año, “…al qual dieron poder en forma por usar dicho oficio”
El día 24 de enero de 1605, don Juan se comprometió a ayudar a su yerno Martín de Ávila en los asuntos del abastecimiento de carne a la ciudad. De este modo, Domínguez Palermo hipotecó sus vacas para así servir de fiador al compromiso que su yerno había firmado con el cabildo: “…yo don Martyn de Avila morador en esta çyudad… me obligo y prometo de dar… abasto de carne de vaca a toda esta çiudad… dare el dicho abasto dos veces en la semana… dare la dicha carne bien desangrada y limpia, y bien desollada, enxuta y bien acondiçyonada… y ypoteco las dichas vacas que tiene… y las que tiene su suegro Juan Domingues Palermo, para el cumplimiento desta escritura…” Para tal efecto, Domínguez Palermo se comprometió también a “…ayudarme con sus cryados y gente de su casa de todas hobras publicas…”
El 7 de marzo de 1605 fue uno de los cabildantes que estuvo en el momento de la decisión acerca del médico cirujano Manuel Álvarez, quien prestaría sus servicios en la ciudad. El médico se había presentado ante el Cabildo diciendo que “queria servir de Medico y Surujano en esta ciudad a toda ella a los vezinos y moradores y yndios y esclavos dellos en todas sus enfermedades que tubiesen de qualquier jenero que fuesen y sangrarlos y ventosearlos pagándole el estipendio que buenamente fuesen para su sustento…” Fue así como se decidió pagarle al cirujano 400 pesos por año en harinas y demás frutos de la tierra, así como las medicinas y ungüentos que usase.
En el cabildo del 2 de mayo de 1605 don Juan fue elegido diputado del cabildo, junto a su compañero Juan de Castro. En el mismo momento recibió su primera tarea en relación con su nuevo cargo: “…escrivan a Su Magestad… dándole quenta del estado desta tierra y del despacho de la jente que Su Magestad embio al socorro del Reyno de Chile…”
En la reunión del cabildo del 26 de septiembre de 1605, Domínguez Palermo y Melchor Casco de Mendoza recibieron los cargos de jueces y tenedores de bienes de difuntos.
Por el año 1605 Hernandarias se dirigió hacia el sur en la famosa expedición a los Césares. A raíz de ello, se realizó una “lista de vecinos y soldados que se quedan en la ciudad”, en la cual fue registrado don Juan: “…declaró diez caballos, escupil y cuera, celada, escopeta, dos libras de pólvora, dos madres de mecha…” 
En 1607, Juan Domínguez Palermo aportó seis pesos en la colecta realizada por el cabildo para retener en la ciudad al barbero Jerónimo Miranda, quien había resuelto irse porque no recibía el salario necesario para mantenerse.
El 23 de marzo de 1609 algunos vecinos se presentaron ante el cabildo pidiendo licencias para hacer matanza de ganado cimarrón. Un mes más tarde el cabildo reglamentó estas licencias, y se dispuso que los vecinos interesados podrían efectuar las matanzas entre los meses de enero y junio “…y no las puedan haçer en ningun otro tienpo, so pena de ser perdidos la carne, sevos y cueros…” De este modo, los cabildantes expusieron la lista de vecinos autorizados, entre los cuales se encontraba don Juan, el cual recibió la matrícula de matar 30 reses.   
El 24 de mayo de 1611 el cabildo entregó una lista de aquellos vecinos que debían guardar trigo y harina. En dicha lista se hallaba Domínguez Palermo, quien estaba obligado a guardar 20 fanegas de trigo y harina.
Sus parcelas de tierras en el actual barrio de Palermo fueron la “suerte de chacra” N.º 7, de 350 varas de frente (localizada entre las calles Austria y Bustamante), y la “suerte de chacra” N.º 9 (ubicada desde Bustamante hasta la avenida Coronel Díaz) que Juan de Garay le asignó primeramente a Juan de Basualdo, también de 350 varas de frente.
Don Juan Domínguez Palermo escribió un extenso testamento el 2 de junio de 1635. En el encabezado de este, expresa estar gravemente enfermo y, por lo mismo, cercano a la muerte: “En el nombre de Dios Todopoderoso que vive y reina sin comienzo ni fin. Sepan cuantos esta carta vieren como yo Juan Domínguez Palermo, natural de Palermo, en el Reino de Sicilia, vecino de esta ciudad de la Trinidad, Puerto de Buenos Aires, estando enfermo en la cama de enfermedad grave, que Dios Nuestro Señor fue servido de mi dar y en mi juicio y temiéndome de la muerte que es cosa natural, deseando acudir a las cosas del descargo de mi conciencia y poner mi alma en carrera de salvación creyendo como firmemente creo en el misterio de la Santísima Trinidad, Padre, Hijo y Espíritu Santo, tres personas y un solo Dios verdadero y en todo aquello que cree y confiesa la Santa Madre Iglesia de Roma en cuya Fe y Creencia he vivido y protesto vivir y morir, recibiendo por mi intercesora y abogada a la serenísima y siempre Virgen María, Reina de los ángeles (y) Madre de Nuestro Señor Jesucristo, concebida sin mancha de pecado original y a todos los santos y santas de la Corte Celestial que rueguen por mí delante del acatamiento de Dios, hago y ordeno mi testamento en la forma siguiente…”.
Debió haber hecho alguna fortuna, pues la viuda de uno de sus bisnietos levanta en 1735 una información en la que declara que Domínguez Palermo, junto a su hijo y sus yernos, socorrió a los soldados de Mosquera con mil quinientos pesos y al gobernador Hernán Arias de Saavedra, Hernandarias, con caballos y bastimentos. Además compró una chacra lindera a otra que heredó de su primera esposa, y que había sido una de las mercedes o pagos recibidas por su padre en ocasión de la fundación de la ciudad. Estas fueron las tierras llamadas “de Palermo” que dan nombre al barrio porteño que hoy se alza en ellas.
Falleció en Buenos Aires el 9 de junio de 1635.

## Matrimonio y descendencia
El capitán Juan Domínguez Palermo se unió en primera nupcias con María Isabel Gómez de Saravia, con quien tuvo los siguientes hijos:
- Catalina Gómez (n. 1588),[1] que se casó en primeras nupcias con Martín de Ávila[1] y en segundas nupcias con Bernardo de San Juan,[1] en ambos casos sin sucesión.[1]
- Isabel Gómez de Saravia (n. 1592),[1] que se enlazó en primeras nupcias con Felipe Pérez Morán,[1] con quien tuvo los siguientes hijos: Cristóbal (n. 1616),[1] Petronila (n. 1623),[1] Domingo (n. 1624),[1] Diego (1625)[1] y Felipe (n. 1626).[1] Y en segundas nupcias con Luis de Sayas y Medrano,[1] con quien procreó a Pedro (n. 1639).[1]
- Miguel Gómez de la Puerta Saravia (n. 1593),[1] quien falleció antes que su padre.[1]
- Juana Gómez de Saravia (n. 1594),[1] quien se casó el 24 de diciembre de 1611 con Francisco de Melo Coutinho Holguín.[1] Este matrimonio tuvo estos hijos: Pedro,[1] Simón,[1] casado con Juana de Ávila Rivera Linares[1] (de quienes desciende la reina Máxima de los Países Bajos), Francisco,[1] Bartolomé,[1] Juan,[1] casado con Inés de Oliva y Montenegro,[1] Gerónima,[1] Francisca,[1] casada con el alférez Juan Cordovés,[1] Lorenza,[1] casada con Alonso Rodríguez de Cabrera,[1] Isabel[1] y Lorenzo.[1]

Del segundo matrimonio con María Rodríguez fueron los siguientes vástagos:
- Juana Rodríguez Palermo (n. 1627).[1]
- María Rodríguez Palermo (n. 1629),[1] que se matrimonió en primeras nupcias con Juan de Salazar[1] y en segundas nupcias con Juan de Almirón.[1]
- Francisca Rodríguez Palermo (n. 1631).[1]